# Esposes frívoles
Esposes frívoles ("Foolish Wives" en la versió original) és una pel·lícula muda dirigida per Erich von Stroheim i protagonitzada per ell mateix, Mae Busch, Maude George i Miss DuPont, entre d'altres. La pel·lícula, la més cara rodada fins aquell moment, va ser dràsticament retallada pels censors i per la Universal. Es va estrenar l'11 de gener de 1922. Ha estat subtitulada al català. El 2008, el National Film Registry de la Biblioteca del Congrés dels Estats Units la va seleccionar per a la seva preservació degut al seu interès cultural, històric o estètic.

## Argument
El comte Sergius Karamzinun un extorsionador rus, i les seves dues “cosines princeses" (de fet amants), Olga and Vera Petchnikoff, tenen llogada una vila a Montecarlo i cultiven l'amistat del diplomàtic americà Andrew J. Hughes i la seva jove esposa, Helen, que se sent afalagada per les atencions del comte. Aquest pretén seduir la dona o si més no aconseguir els seus diners. Karamzin també segueix altres dues dones que veu com preses sexuals fàcils: Maruschka una criada de l'hotel, i Marietta, la filla mentalment discapacitada de Ventucci, un falsificador soci seu. Mentre passegen pel país, el comte i Helen es veuen sorpresos per una tempesta i es refugien en una barraca on es veuen obligats a passar la nit. Durant la nit, l'arribada d'un vell monjo impedeix al rus satisfer les seves males intencions.

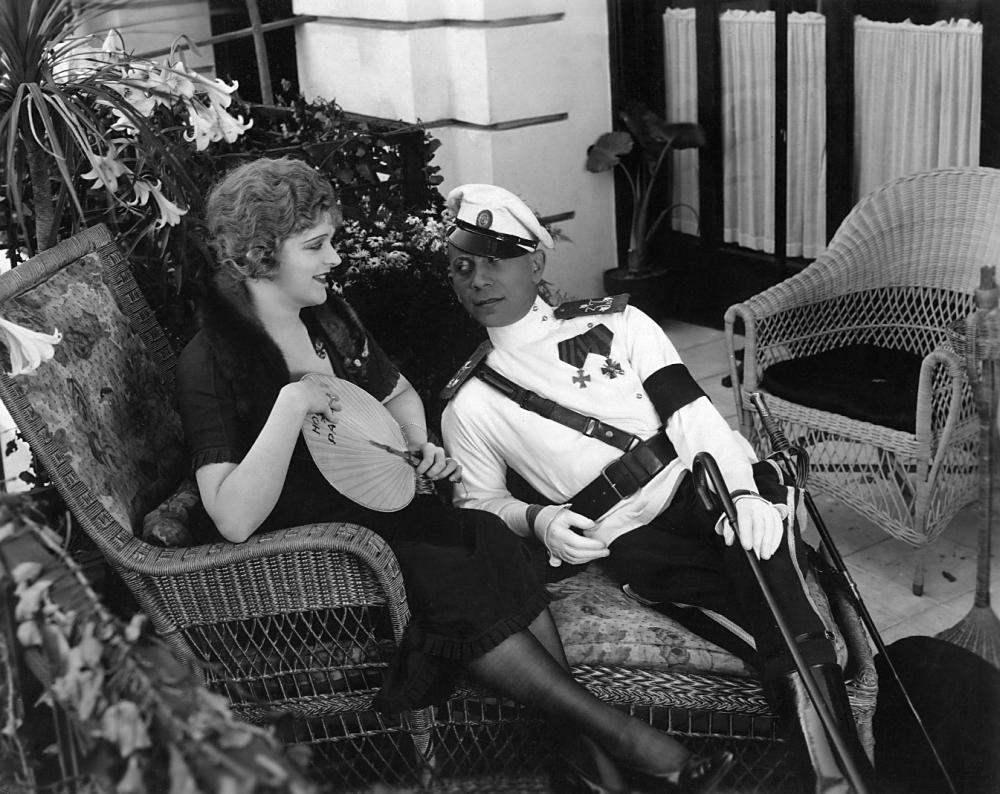
Erich von Stroheim i Miss DuPont en un fotograma de la pel·lícula

De tornada casa, van al casino i Helen guanya en un cop de sort, i quan els amics es retira a la vila del comte per jugar al pòquer, la senyora Hughes, en resposta a una nota secreta del comte, es retroba amb ell a la torre. Allà li treu dels diners guanyats i comença a seduir-la. Mentrestant, Hughes, en haver descobert les cosines fent trampes al casino, decideix tornar a l'hotel. Maruschka, que ja ha estat seduïda i abandonada crema la vila per gelosia deixant-los a ells dos atrapats. El comte se salva abandonant Helen però aquesta és salvada pel seu marit. Hughes, prenent consciència de la intriga del comte, se li enfronta i el commina a un duel per a l'endemà al matí. Olga i Vera volen amagar el comte a la casa de Ventucci. El comte, humiliat, pretén rescabalar el seu orgull seduint Marietta però el seu pare mata el comte abandonant el cos en una claveguera. Tornant del lloc duel, Hughes troba que la seva dona ha donat a llum prematurament un fill, i es reconcilien. Les cosines Karazim són arrestades com còmplices.

## Repartiment
- Rudolph Christians (Andrew J. Hughes)
- Erich von Stroheim (comte Wladislaw Sergius Karamzin)
- Miss DuPont (Helen Hughes)
- Maude George (altesa Olga Petchnikoff)
- Mae Busch (princesa Vera Petchnikoff)
- Dale Fuller (Maruschka)
- Al Edmundson (Pavel Pavlich, el majordom)
- Cesare Gravina (Cesare Ventucci)
- Malvina Polo (Marietta)
- C. J. Allen (Albert I, príncep de Mònaco)

## Equip tècnic
- Direcció: Eric von Stroheim
- Història: Eric von Stroheim
- Adaptació: J. Frank Cork[2]
- Càmera: Ben F. Reynolds i William Daniels
- Producció i distribució: Universal
- Cap de producció: Irving Thalberg

## Producció
Tot i que inicialment el projecte tenia un pressuposts de 250.000 dòlars, la producció de la pel·lícula va costar més d'un milió de dòlars. Von Stroheim, era un perfeccionista notori i va rodar gran quantitat de film durant els divuit mesos que van caldre per acabar la pel·lícula. Es van haver de construir rèpliques precises del casino i la plaça de Montecarlo, així com un poble francès, un castell i molts d'interiors diferents. La construcció d'una sola escena va costar al voltant de 100.000 dòlars. Tot això es va localitzar a Point Lobus, al sud de Monterey (Califòrnia). Entre els extres hi havia diferents milionaris de San Francisco, inclòs el banquer Charles Crocker i la seva esposa, Mary Ann Deming, els quals van acceptar participar a canvi que Carl Laemmle fes una donació de 3.000 dòlars a l'organització de caritat que ells escollissin. El rodatge va començar el 12 de juliol de 1920 i va acabar el 15 de juny de 1921. Va ser tan llarg que un dels actors, Rudolph Christians, va morir de pneumònia i va haver de ser reemplaçat per un doble, Robert Edeson, durant la resta del rodatge. Algunes actrius van guanyar o perdre pes de manera clara al llarg del rodatge també. En total es van rodar 559.000 peus de pel·lícula dels quals a partir de 129.000 es van seleccionar els 12.000 peus que havia de tenir. Algunes fonts asseguren que després d'editar la pel·lícula durant sis mesos, el metratge de la pel·lícula era de 6 hores i el director pretenia que fos exhibida en dues parts en dues nits diferents. Laemle s'hi va negar i els censors també van eliminar parts importants de la pel·lícula; quan se'n va fer la pre-estrena, però, encara durava 14 bobines (3 hores i quaranta minuts). Els directius de la Universal van ordenar de reduir-la encara a 10 o 11 bobines solament i es va apartar el director de tot el procés de producció. Tot i que es va estrenar a Nova York al gener del 1922, el seu llançament es va retardar fins a l'agost.